# باشورة
باشورة قرية صغيرة في ناحية كنسبا التابعة لمنطقة الحفّة في محافظة اللاذقية. بلغ عدد سكانها 100 نسمة حسب تعداد عام 2004.